# Campionati oceaniani di badminton 2008
I Campionati oceaniani di badminton 2008 si sono svolti a Nouméa, in Nuova Caledonia, dal 3 all'8 febbraio 2008. È stata la 6ª edizione del torneo, organizzato dalla Badminton Oceania.

## Podi
| Evento              | Oro                            | Argento                        | Bronzo                              |
| Singolare maschile  | John Moody                     | Stuart Gomez                   | Jeff Tho                            |
| Singolare maschile  | John Moody                     | Stuart Gomez                   | Benjamin Walklate                   |
| Singolare femminile | Michelle Chan                  | Rachel Hindley                 | Leisha Cooper                       |
| Singolare femminile | Michelle Chan                  | Rachel Hindley                 | Jessica Jonggowisastro              |
| Doppio maschile     | Ross Smith / Glenn Warfe       | Nathan Hannam / Henry Tam      | Kevin Dennerly-Minturn Joe Wu       |
| Doppio maschile     | Ross Smith / Glenn Warfe       | Nathan Hannam / Henry Tam      | James Eunson Ethan Haggo            |
| Doppio femminile    | Michelle Chan / Rachel Hindley | Renee Flavell / Donna Cranston | Erin Carroll Leisha Cooper          |
| Doppio femminile    | Michelle Chan / Rachel Hindley | Renee Flavell / Donna Cranston | Tania Luiz Eugenia Tanaka           |
| Doppio misto        | Henry Tam Donna Cranston       | Craig Cooper Renee Flavell     | Benjamin Walklate Erin Carroll      |
| Doppio misto        | Henry Tam Donna Cranston       | Craig Cooper Renee Flavell     | Kevin Dennerly-Minturn Emma Rodgers |
| Squadra mista       | Nuova Zelanda                  | Australia                      | Nuova Caledonia                     |
| Squadra maschile    | Nuova Zelanda                  | Australia                      | Non assegnato                       |
| Squadra femminile   | Nuova Zelanda                  | Australia                      | Non assegnato                       |

## Medagliere
| Pos.   | Paese           | Oro | Argento | Bronzo | Totale |
| ------ | --------------- | --- | ------- | ------ | ------ |
| 1      | Nuova Zelanda   | 7   | 4       | 4      | 15     |
| 2      | Australia       | 1   | 4       | 6      | 11     |
| 3      | Nuova Caledonia | 0   | 0       | 1      | 1      |
| Totale | Totale          | 8   | 8       | 11     | 27     |